# Róża igiełkowata
Róża igiełkowata (Rosa acicularis Lindl.) – gatunek krzewu z rodziny różowatych. Jego zasięg obejmuje strefę klimatu umiarkowanego chłodnego (borealną) w Eurazji i Ameryce Północnej. Wyróżnia się dwa podgatunki – typowy subsp. acicularis w Eurazji i subsp. sayi rosnący w Ameryce Północnej (oba spotykają się w rejonie Alaski). Roślina związana jest z różnymi siedliskami w lasach, zaroślach oraz w miejscach otwartych – na łąkach i zboczach.
Gatunek jest istotny jako roślina pokarmowa wielu gatunków zwierząt, a przy tym oferuje miejsce schronienia i gniazdowania dla wielu z nich. Owoce szupinkowe bogate w witaminę A i C spożywane są także przez ludzi – służą do wyrobu dżemów, galaretek i syropów. Po wysuszeniu i zmieleniu służą jako dodatek do wypieków. Młode owoce i pędy spożywane były jak warzywo, a liście i płatki kwiatów spożywane są w postaci naparów. Różne części rośliny wykorzystywane są w medycynie ludowej.

## Zasięg geograficzny
Gatunek ma zasięg cyrkumborealny. Rośnie w północno-wschodniej Europie, północnej Azji i w północnej części Ameryki Północnej. W Europie zwarty obszar występowania obejmuje południowo-wschodnią część Finlandii i poprzez rozległe obszary północnej Rosji sięga po Ural, wzdłuż którego schodzi nieco na południe. We wschodniej części Półwyspu Skandynawskiego róża ta rośnie w rozproszeniu sięgając w kierunku zachodnim pojedynczymi stanowiskami po północno-wschodnią Szwecję. W Azji rośnie na całej Syberii, pojedynczymi stanowiskami sięgając po wybrzeża Oceanu Arktycznego. Na południu wyspowymi obszarami występowania sięga gór Pamir i Tienszan, Mongolii i północnych Chin (prowincje i regiony: Gansu, Hebei, Heilongjiang, Jilin, Liaoning, Mongolia Wewnętrzna, Shaanxi, Shanxi, Sinciang). Na Dalekim Wschodzie zasięg obejmuje Półwysep Koreański, północną część Wysp Japońskich, Kamczatkę i Półwysep Czukocki.
W Ameryce Północnej gatunek rośnie na Alasce i na rozległych obszarach Kanady i północnej części Stanów Zjednoczonych. Wzdłuż Gór Skalistych schodzi najdalej na południe do Nowego Meksyku. Na nizinach południowa granica występowania sięga stanów: Dakota Południowa, Illinois, Nowy Jork. Wyspowo gatunek rośnie także w górach w Wirginii Zachodniej.
Na wschodnich krańcach Syberii, na Alasce i być może w Jukonie spotykają się dwa podgatunki – typowy (subsp. acicularis) o zasięgu obejmującym Eurazję i subsp. sayi rosnący w Ameryce Północnej.
W Polsce gatunek jest rzadko uprawiany (introdukowany w XIX i XX wieku) i dziczejący, przy czym lokalnie jest już zadomowiony (ma status kenofita). Jako gatunek introdukowany podawany jest także z krajów bałtyckich.

## Morfologia

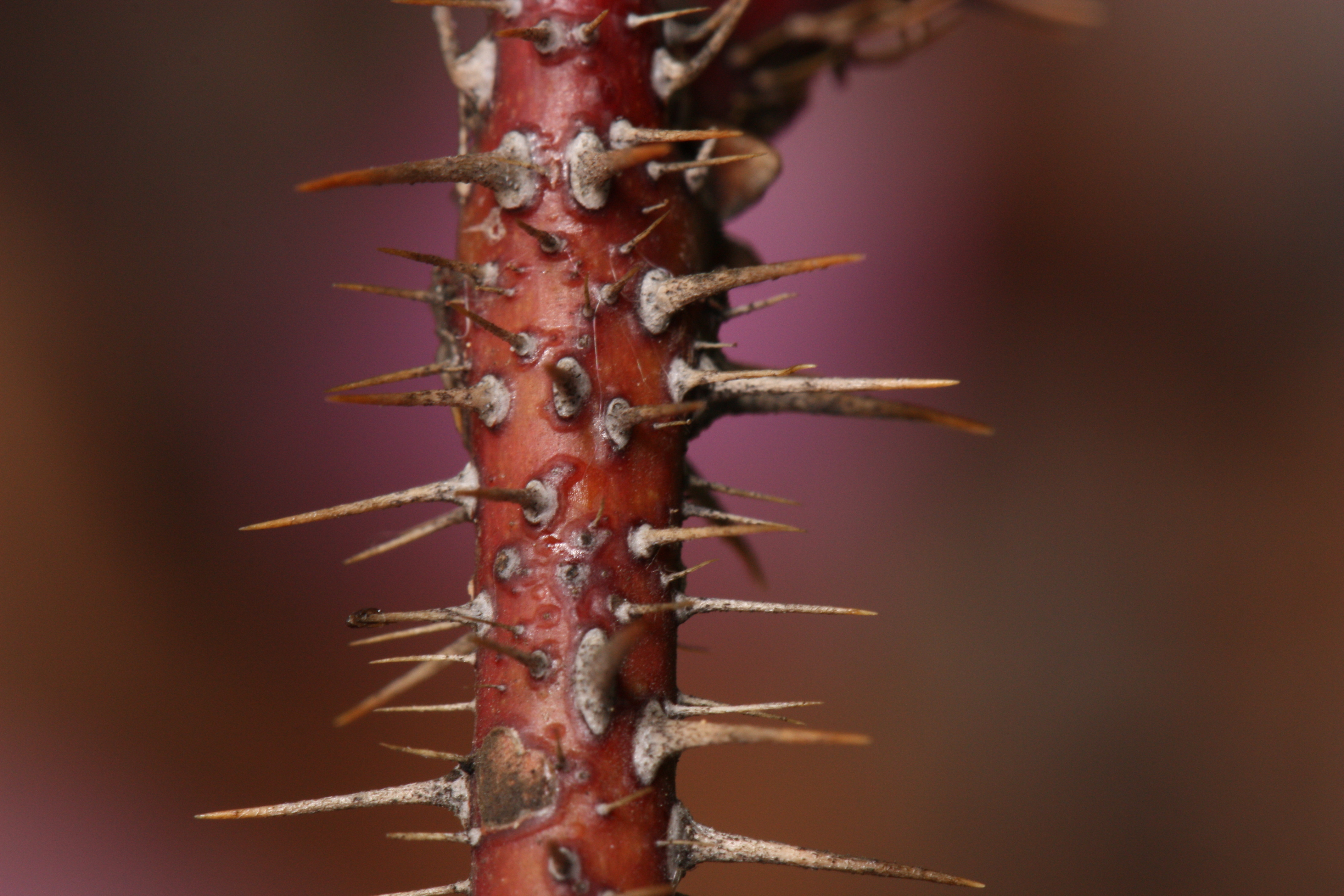
Pęd róży igiełkowatej

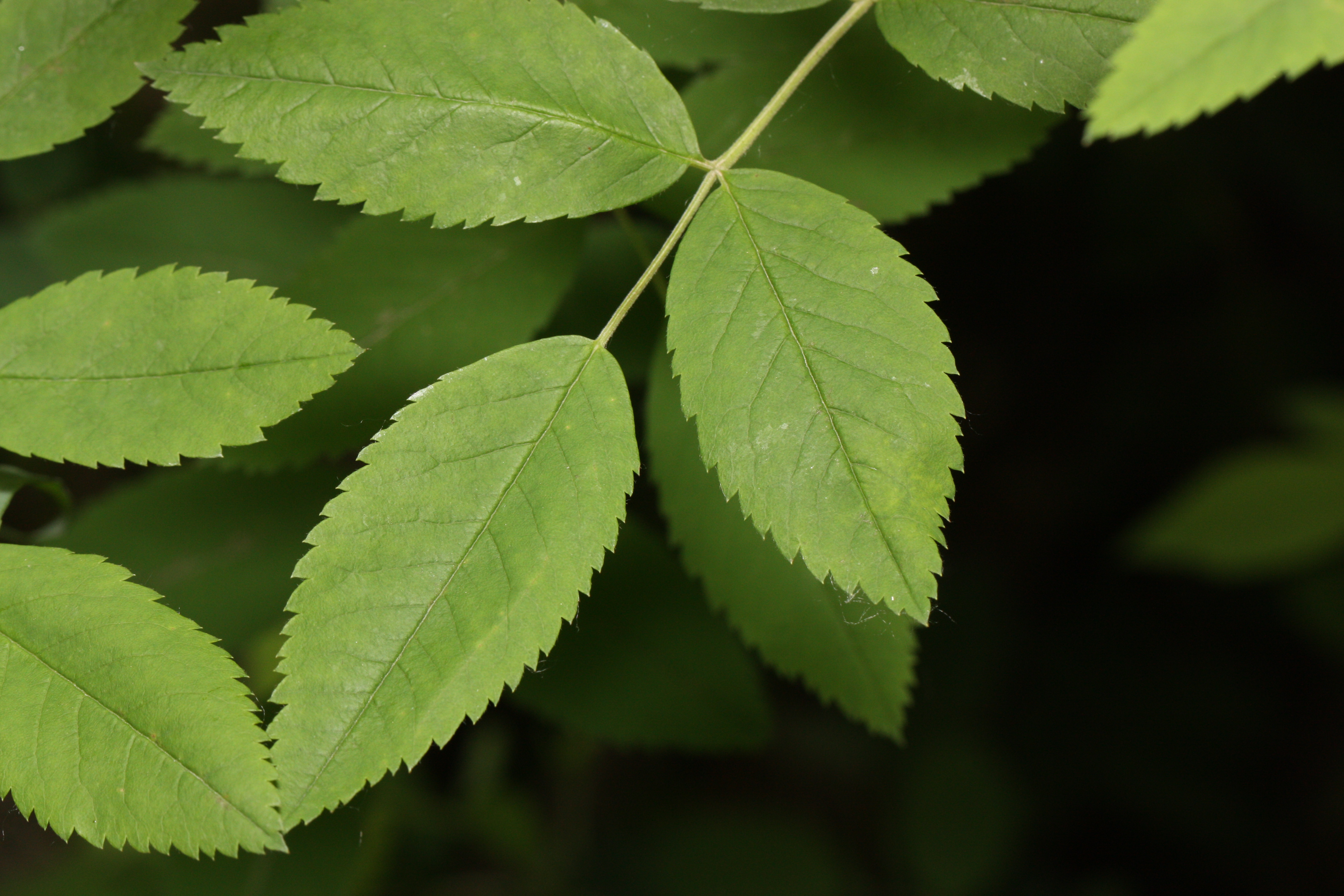
Listki liścia róży igiełkowatej

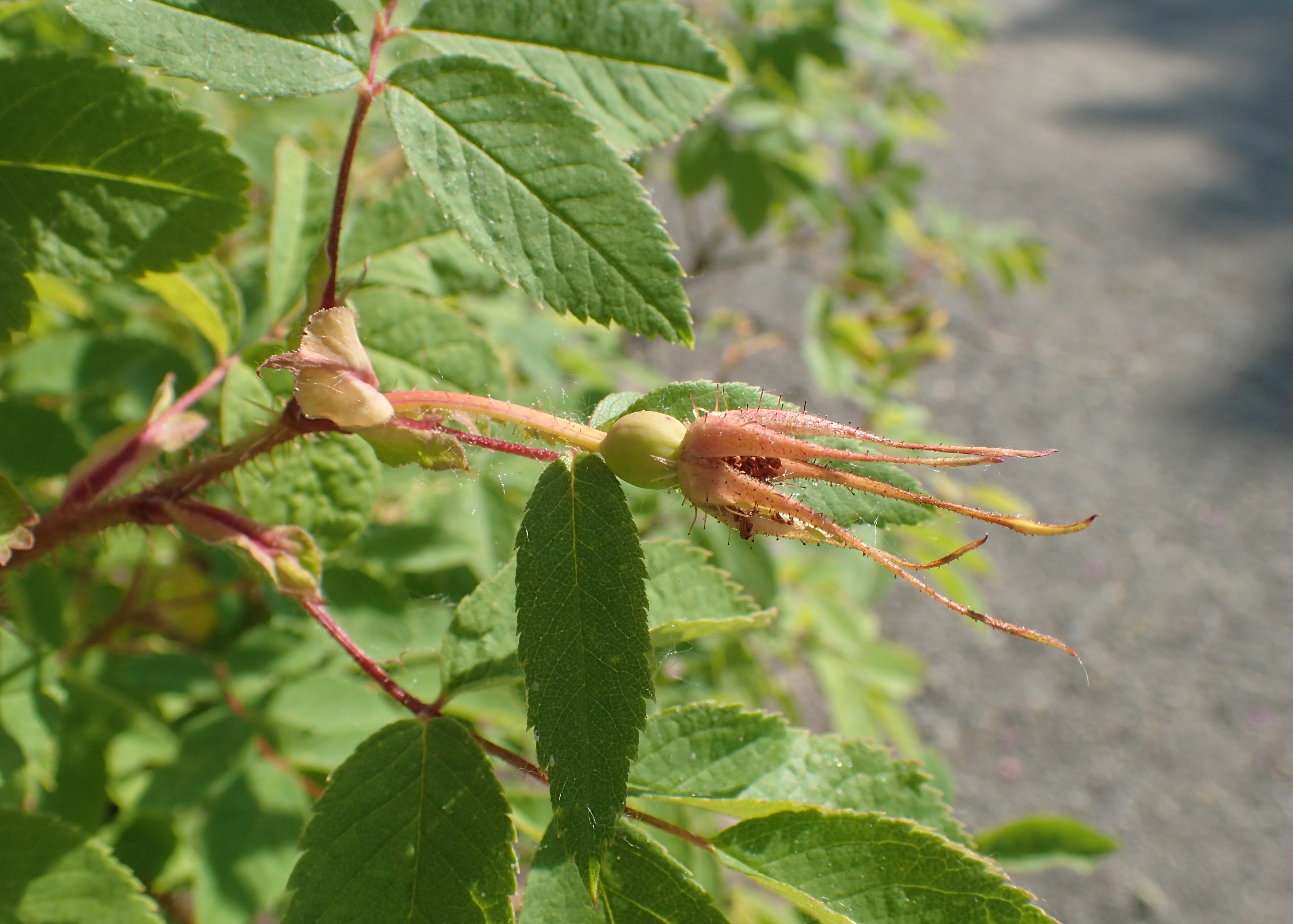
Dojrzewający owoc szupinkowy róży igiełkowatej

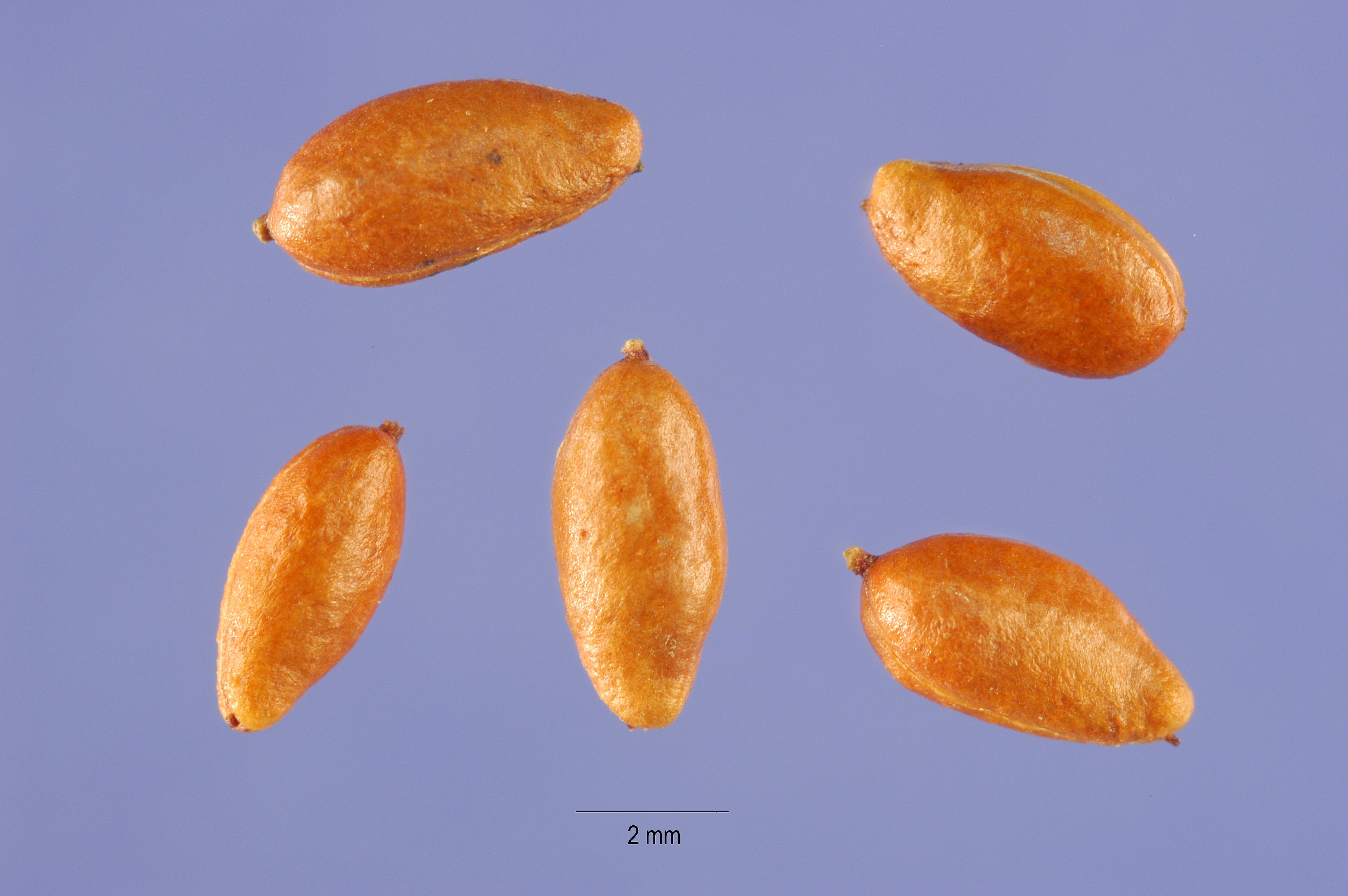
Owoce właściwe (niełupki) róży igiełkowatej

PokrójKrzew o prosto w górę rosnących lub słabo wyginających się, tęgich pędach, tworzący rozległe zarośla osiągające zwykle do 2 m wysokości, rzadko wyższe. Pędy są jasnobrązowe, bliżej wierzchołków czerwonobrązowe, nieowłosione, ale bardzo gęsto pokryte igiełkowatymi i szczeciniastymi kolcami, z których największe, nieco spłaszczone osiągają do 9 mm długości i 4 mm szerokości u nasady, dominujące, gęste szczeciniaste kolce mają do ok. 4 mm długości.
LiścieU nasady z przylistkami osiągającymi do 25 mm długości i 8 mm szerokości, na znacznej długości przyrośniętymi do ogonka, z szerokojajowatymi, wolnymi końcami. Całobrzegie lub gruczołowato piłkowane, czasem omszone. Liście złożone z 3–7 listkami osiągają od 5 do 15 cm długości. Oś liścia z rzadkimi kolcami, naga lub omszona. Listki eliptyczne do jajowatych o długości od 2 do 6 cm i o szerokości od 1,3 do 3,2 cm (rzadko nieco mniejsze lub większe). U nasady zaokrąglone. Blaszka od spodu jasnozielone, omszona lub naga, rzadko z siedzącymi gruczołkami, z wyraźnie wystającymi żyłkami wiązek przewodzących. Górna strona blaszki naga lub rzadko owłosiona, ciemniejsza, matowa. Blaszka na brzegu zwykle pojedynczo lub niewyraźnie podwójnie piłkowano-ząbkowana (po każdej stronie listków jest od 11 do 25 ząbków). Ząbki ostre lub stępione, z gruczołkiem na szczycie lub bez.
KwiatyWyrastają pojedynczo lub zebrane w kwiatostany po 2–3. Szypułki ok. 2–3,5 cm długie, gęsto gruczołowato owłosione lub nagie. Wsparte przysadkami w liczbie od jednej do trzech, o długości do 22 mm i szerokości do 14 mm, jajowatymi lub jajowato-lancetowatymi, całobrzegimi lub brzegu gruczołowato piłkowanymi lub wcinanymi. Hypancjum elipsoidalne, zwykle nagie, rzadko gruczołowato owłosione. osiągające 5–8 mm długości i 4–6 mm średnicy. Pięć działek kielicha ma kształt lancetowaty, są całobrzegie (rzadko pierzasto podzielone), od zewnątrz nagie lub owłosione i ogruczolone z rzadkimi szczecinkami, od wewnątrz są gęsto omszone, o długości 20–33 mm szerokości do 3,5 mm. Korona kwiatu składa się z 5 płatków rosnących w jednym okółku, barwy od czerwonoróżowej do jasnoróżowej, rzadko białej. Płatki osiągają od 22 do 25 mm długości i 20–25 mm szerokości (rzadko bywają mniejsze i węższe). Pręciki bardzo liczne (od 75 do 100). Owocolistków jest od 18 do 33. Szyjki słupków owłosione, wystają na 1 mm ponad szerokie (ok. 4 mm średnicy) orficjum i dysk (zwężone do ok. 2 mm ujście dna kwiatowego).
OwoceNiełupki, których w jednym kwiecie powstaje od 14 do 25, osiągających 4 mm długości i 2–2,5 mm średnicy. Zebrane są wewnątrz czerwonego (po dojrzeniu), mięsistego i nagiego owocu pozornego (szupinkowego) mającego kształt kulisty do elipsoidalnego o długości 10–23 i średnicy 9–11 mm. Owoc pozorny jest nagi i zwieńczony wyprostowanymi, trwałymi działkami.

## Biologia i ekologia
Róża igiełkowata rośnie w lasach, zwłaszcza brzozowych, brzozowo-modrzewiowych i sosnowych (w tym na porębach i skrajach lasów), w Ameryce Północnej także w lasach brzozy papierowej i topoli osikowej, w widnych partiach lasów świerkowych ze świerkiem białym i czarnym, poza tym w całym zasięgu w zaroślach, na nasłonecznionych stokach i przydrożach, w wąwozach, na łąkach, nad strumieniami i mokradłami. W strefie lasotundry – w rejonie polarnej granicy zasięgu drzew rośnie w zbiorowiskach krzewiastych wierzb i olszy.
Rośnie w zróżnicowanych warunkach wilgotnościowych i na różnych substratach glebowych (piaskach, w miejscach skalistych, w tym na skałach wapiennych). W obszarach górskich w Eurazji spotykana do 1400 m n.p.m., a w Ameryce Północnej do 2500 m n.p.m.
Kwitnie w zależności od szerokości geograficznej w maju–czerwcu i czerwcu–lipcu. Kwiaty są wonne. Owoce dojrzewają w ciągu lata.
Gatunek ten jest istotnym pożywieniem: zająców, głuszcowatych i innych ptaków, gryzoni, jeleniowatych, niedźwiedziowatych, owcy dzikiej i bobrów. Gatunek odgrywa istotną rolę jako miejsce gniazdowania wielu ptaków i tworzy zarośla stanowiące schronienie dla wielu gatunków zwierząt.

## Systematyka

### Pozycja systematyczna
Róża igiełkowata jest gatunkiem poliploidalnym, o populacjach heksa- (2n = 42 – subsp. sayi) i oktoploidalnych (2n = 56 – subsp. acicularis), powstałymi co najmniej kilkukrotnie i najwyraźniej z różnych taksonów rodzicielskich, czego efektem jest występowanie próbek z różnych populacji tego gatunku w różnych pozycjach na drzewie filogenetycznym róż, w obrębie linii obejmujących wszystkich przedstawicieli sekcji Rosa (=Cinnamomeae) i Carolinae. Gatunek zaliczany jest do sekcji Rosa (=Cinnamomeae de Candolle ex Seringe) podrodzaju Rosa w obrębie rodzaju róża Rosa z rodziny różowatych Rosaceae.

### Synonimy
Takson opisywany był wielokrotnie pod różnymi nazwami. Za jego synonimy uznawane są nazwy:

- Rosa alpina (Pall. 1788)
- Rosa baicalensis Turcz. ex Besser
- Rosa carelica Fr.
- Rosa cinnamomea var. dahurica (Pall.) Regel
- Rosa desertorum (Gand.) Kurtto
- Rosa fauriei H.Lév.
- Rosa gmelinii Bunge
- Rosa korsakoviensis H.Lév.
- Rosa lissinensis (Gand.) Kurtto
- Rosa ruprechtiana (Gand.) Kurtto
- Rosa sichotealinensis Kolesn.
- Rosa suavis auct.
- Rosa suavis Nakai
- Rosa taquetii auct.

### Taksony wewnątrzgatunkowe

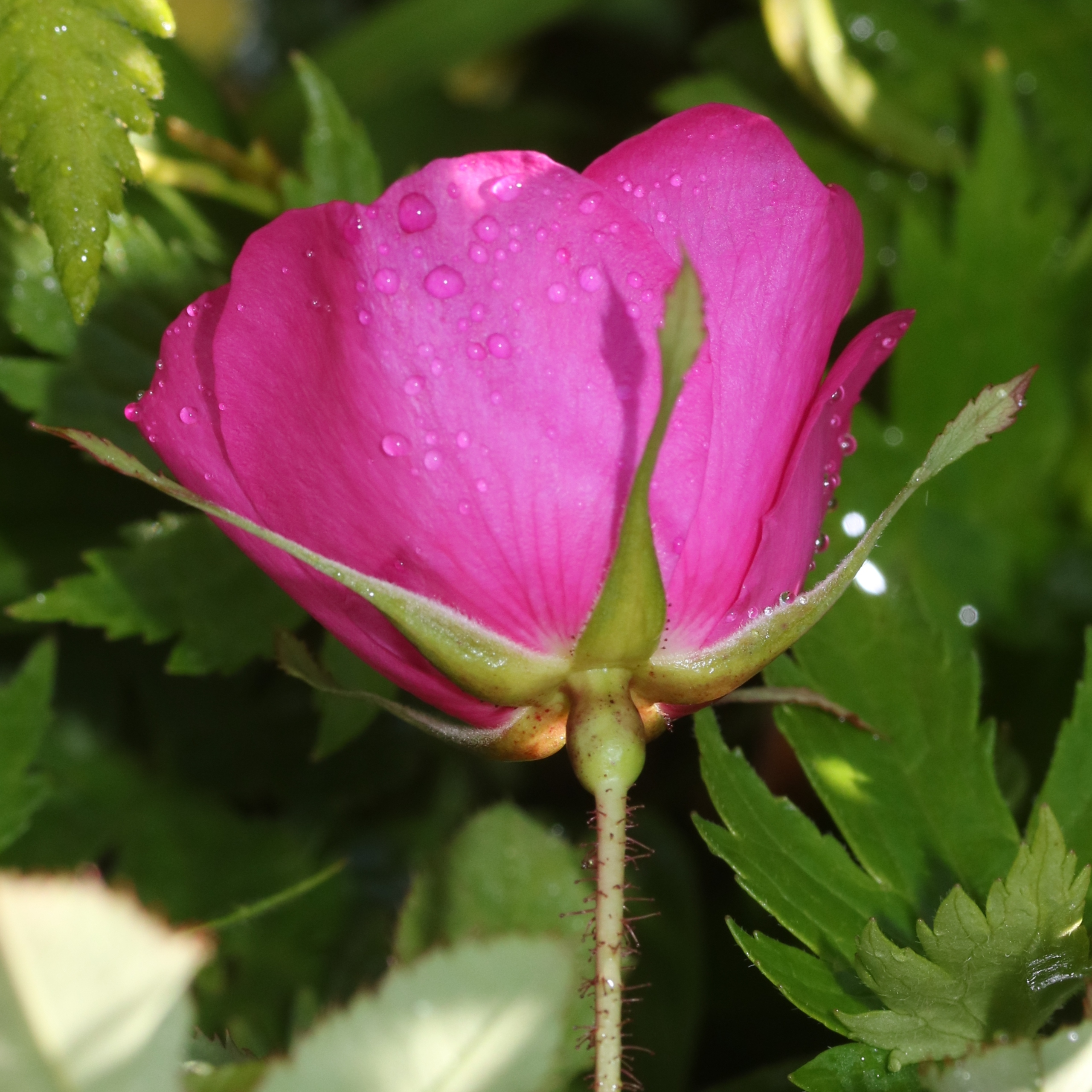
Rosa acicularis var. nipponensis

W obrębie gatunku wyróżniane są dwa podgatunki:
- Rosa acicularis Lindley subsp. acicularis – podgatunek nominatywny
- Rosa acicularis Lindley subsp. sayi (Schweinitz) W. H. Lewis, Brittonia. 11: 19. 1959 (synonimy: R. sayi Schweinitz; R. acicularis var. bourgeauiana Crépin; R. butleri Rydberg)[10]

Występuje w Ameryce Północnej, w której północno-zachodniej części (na Alasce i prawdopodobnie w Jukonie) współtowarzyszy mu podgatunek typowy. Różni się morfologicznie szypułkami nieogruczolonymi lub tylko u nasady i rzadkimi; liczbą listków, których jest 5 lub 7 (u formy typowej zwykle 5, rzadko 7); listkami na brzegu często podwójnie piłkowanymi (u formy typowej listki są zwykle pojedynczo piłkowane); brakiem gruczołków na powierzchni zewnętrznej działek (u formy typowej obecne, na trzonkach).

Morfologia podgatunku subsp. sayi
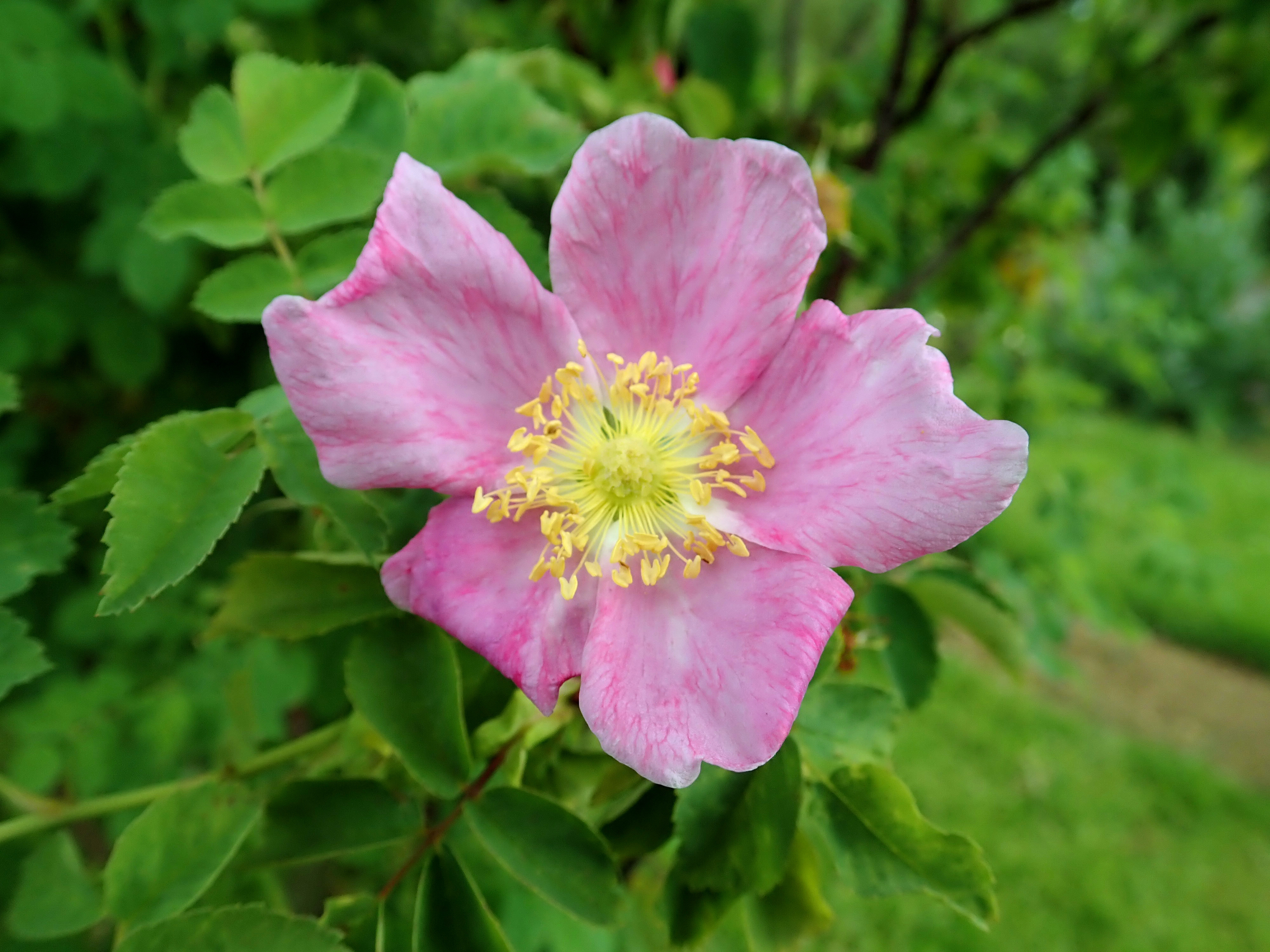
Kwiat
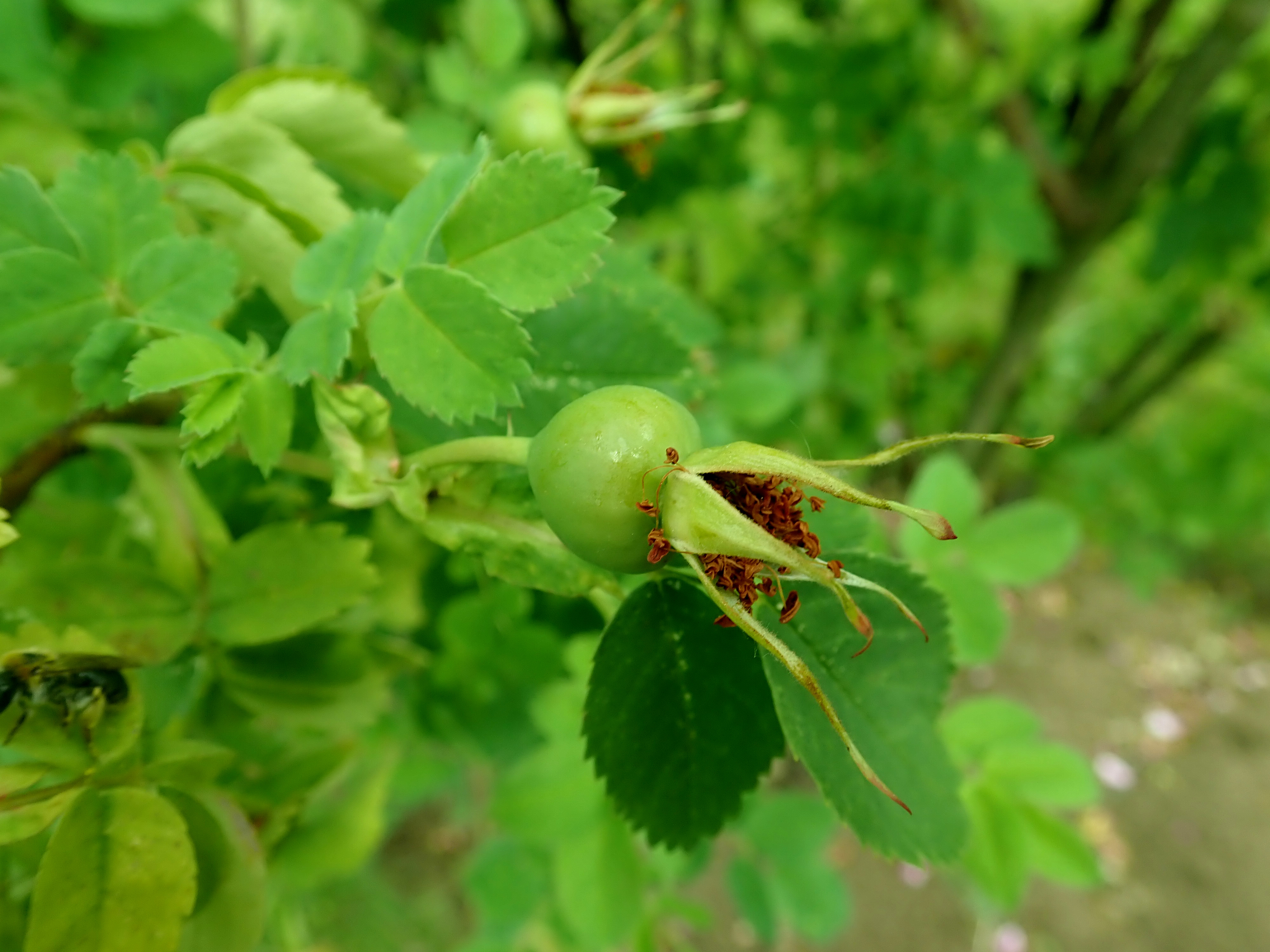
Działki bez gruczołków
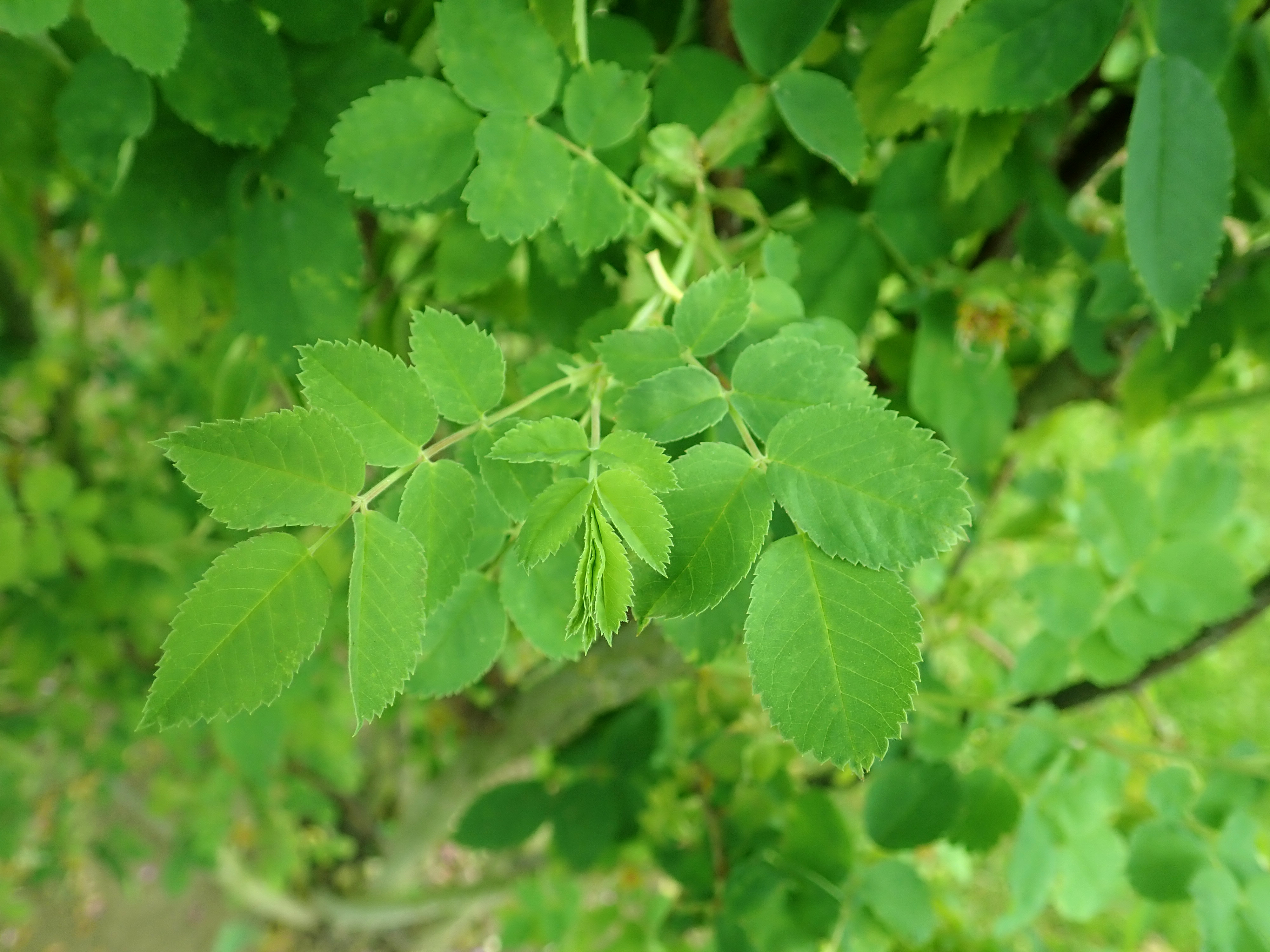
Liście 7-listkowe

W obrębie gatunku opisano szereg odmian, których ranga taksonomiczna pozostaje niejasna i bywają one nieuznawane jako niezbyt wybitne – występują bowiem formy przejściowe, często trudne lub niemożliwe do zaklasyfikowania. Z drugiej strony badania molekularne wskazują na wyraźną odrębność np. Rosa acicularis var. nipponensis, która w wynikach analiz filogenetycznych sytuuje się jako bliżej spokrewniona z różą pomarszczoną R. rugosa, niż z różą igiełkowatą (wspiera to odrębność tego taksonu na poziomie gatunkowym).

### Mieszańce
Gatunek tworzy mieszańce m.in. z:
- Rosa acicularis × Rosa blanda = Rosa × per-axeliana W.H.Lewis, Novon 25(1): 41 (2016)[17]
- Rosa acicularis subsp. sayi × Rosa nutkana subsp. melina = Rosa ×engelmannii S. Watson[18]
- Rosa acicularis subsp. sayi × Rosa arkansana[5] = Rosa × harmsiana W.H.Lewis, Novon 25(1): 36 (2016)[19]
- Rosa acicularis subsp. sayi × Rosa woodsii[5] = Rosa ×canadensis W.H.Lewis, Novon 25(1): 27 (2016)[20]
- Rosa acicularis × Rosa rugosa = Rosa ×aciculosa Sennikov, Memoranda Soc. Fauna Fl. Fenn. 80(2): 76 (-77; figs. 1-4) (2005)[21]